# Southampton Meadows
 (mars 2025).
Southampton Meadows est une census-designated place située dans le comté de Southampton, dans l’État de Virginie, aux États-Unis. Lors du recensement de 2020, elle comptait 503 habitants.